# Zenwalk
Zenwalk (antigo MiniSlack) é uma distribuição Linux para computadores antigos fundada por Jean-Philippe Guillemin. É baseada no Slackware, mas cada vez mais se vem distinguindo dele, mas mantendo a compatibilidade com o mesmo. O ZenWalk necessita de apenas 128 MB de memória RAM e de um processador Intel Pentium III. Pode também ser rodado diretamente do CD. É uma excelente opção para quem tem computadores ou notebooks antigos. 
Há quatro versões disponíveis: Standard, que é a versão "normal" para desktops e notebooks; Core, que é um ponto de partida para construir um sistema personalizado; Live, que pode ser rodada no CD e Server, que é optimizada para servidores.

## Distribuições baseadas no Zenwalk
- SaxenOS, uma distribuição desenhada para computadores antigos, apesar da versão 2008 já não ser tão leve.
- Arcadius, um Live CD desenvolvido para testes de penetração e análise de vulnerabilidades.
- Zencafe, uma distribuição para os Cyber cafés.
- Zeee, Zenwalk para o Asus Eee PC